# François Scholastique de Guéheneuc
Pour les articles homonymes, voir Guéhéneuc.
François Scholastique, comte de Guéheneuc (né à Paris le 4 juin 1759 et mort à Paris le 28 septembre 1840) est un homme politique français.

## Biographie
Il naît à Paris le 4 juin 1759, « fils de Pierre Jean de Guéheneuc, écuyer, et de dame Marie Rose Delalande-Le Marchand, son épouse ». 
Valet de chambre du Roi à l'époque de la Révolution, il vécut dans la retraite jusqu'à l'avénement du Consulat. 
Alors, grâce au mariage de sa fille Louise avec le général Lannes (1800), depuis maréchal de France et duc de Montebello, il est l'un des cinq Administrateurs généraux des forêts nommés en 1801. 
Puis par deux fois, il est président du collège électoral du département de la Marne, qui le présenta comme candidat au Sénat conservateur.
Propriétaire à Etoges, et maire de cette commune, il est appelé à faire partie du Sénat conservateur par un décret impérial du 3 mars 1810. Le 14 avril 1810, il est créé comte de l'Empire. 
M. Gueheneuc fut un des sénateurs qui n'obtinrent pas la pairie à la Restauration de 1814. 
Il fut nommé Directeur général des forêts durant les Cent-Jours, en remplacement de Joseph-Alexandre Bergon qui, fidèle aux Bourbons avait démissionné au début du retour de Napoléon 1er. Gueheneuc perdit cet emploi à la seconde Restauration. 
Plus tard, il est élu le 21 avril 1828 député du 1er arrondissement de la Marne (Châlons-sur-Marne).
Il se prononce contre le ministère Polignac, est « des 221 » et obtient sa réélection le 12 juillet 1830.
Partisan du gouvernement de Louis-Philippe, il le soutient à la Chambre des députés jusqu'en 1831 et à la Chambre des pairs à partir du 7 novembre 1832, date de sa promotion comme pair de France, jusqu'à sa mort (1840).
Il était conseiller général de la Marne et l'un des riches actionnaires du journal le Temps.
Il meurt à Paris le 28 septembre 1840.

## Titres
- Comte Guéhéneuc et de l'Empire (lettres patentes du 14 avril 1810, Compiègne) ;
- Pair de France (7 novembre 1832).

## Distinctions
- Légion d'honneur[4] :
  - Officier (30 juin 1811), puis,
  - Commandeur de la Légion d'honneur (30 avril 1838).

## Armoiries
| Figure | Blasonnement |
|        | Armes du comte Guéhéneuc et de l'Empire D'azur au lion d'argent surmonté de deux macles du même, franc-quartier des comtes sénateurs. - Livrées : bleu, jaune et rouge. |
|        | Armes de la famille de Guéheneuc |